# 莉娅·阿波斯托洛夫斯基
莉娅·阿波斯托洛夫斯基（2000年6月23日—），斯洛文尼亚女子田径运动员，2021年欧洲U23田径锦标赛女子跳高铜牌得主、2024年世界室内田径锦标赛女子跳高铜牌得主。